# 1483 Hakoila
Az 1483 Hakoila (ideiglenes jelöléssel 1938 DJ1) a Naprendszer kisbolygóövében található aszteroida. Yrjö Väisälä fedezte fel 1938. február 24-én, Turkuban.